# Dụ ngôn Người Pharisee và người thu thuế
Người Pharisee và Người Thu thuế là một dụ ngôn của Chúa Giê-su được chép trong Phúc âm Lu-ca. Trong dụ ngôn này, một người Pharisee, tự hào vì những đức hạnh của mình, lại bị xem là xấu hơn người thu thuế là người luôn cảm thấy hổ thẹn vì cuộc sống tội lỗi. Bài học rút ra từ dụ ngôn này là lòng khiêm nhường tìm kiếm sự tha thứ là tốt hơn sự kiêu ngạo khoe khoang những đức hạnh của bản thân.

## Dụ ngôn
Phúc âm Lu-ca 18:9-14,

## Luận giải

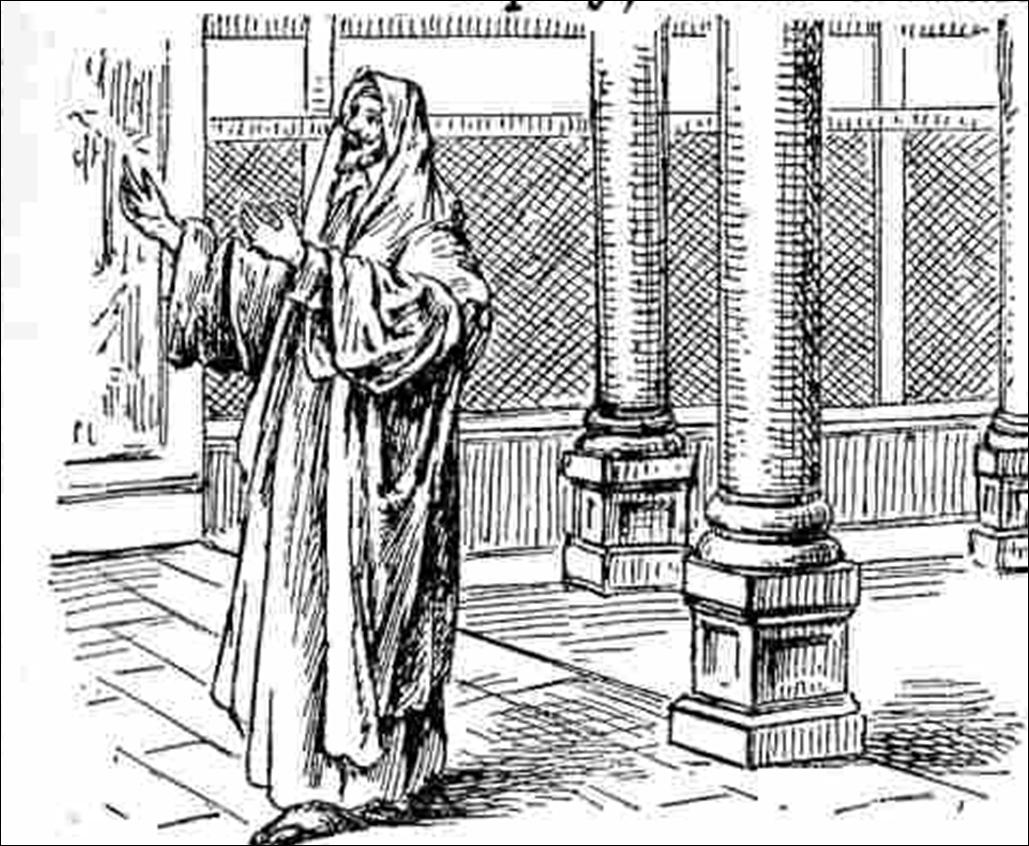
Người Pharisee

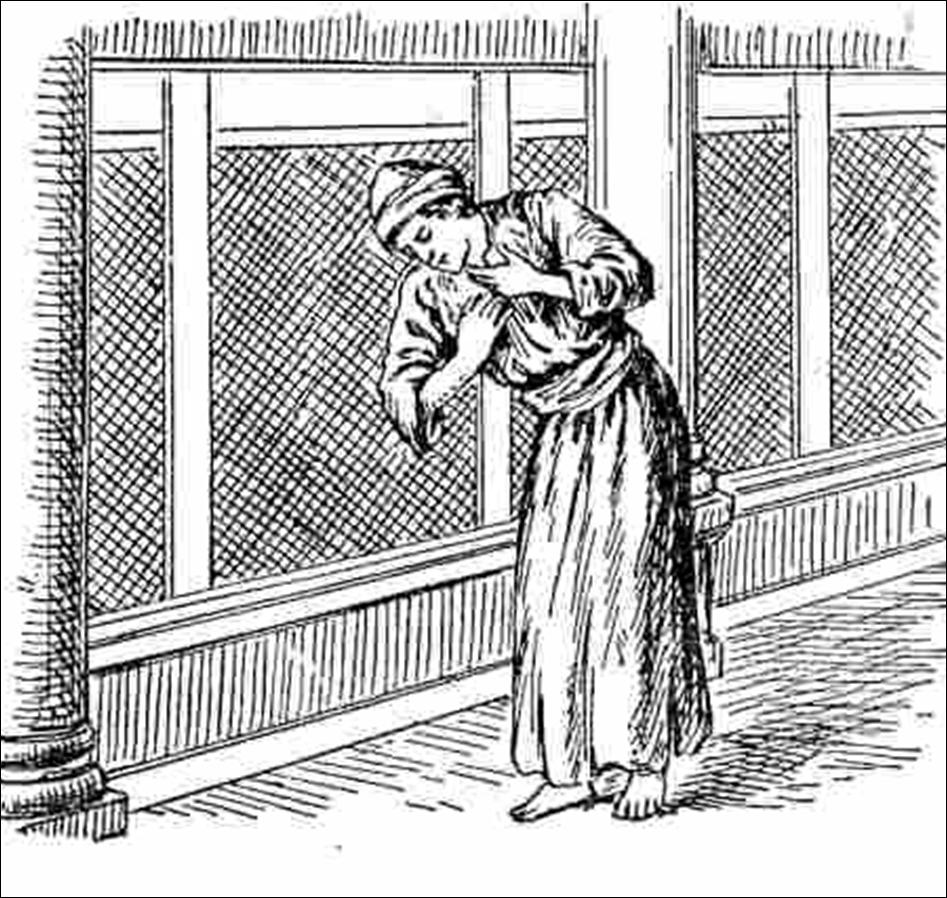
Người Thu thuế

Trong thế kỷ thứ nhất, giới Pharisee là những người có địa vị cao và được tôn trọng trong cộng đồng tôn giáo do danh tiếng của họ về lòng nhiệt thành tuân giữ Luật pháp Moses cách nghiêm nhặt. Từ nguyên của Pharisee trong tiếng Hebrew (פרושים prushim từ פרוש parush) nghĩa là biệt lập, ngụ ý họ là những người được biệt riêng ra để theo đuổi nếp sống thánh khiết nên đôi khi họ còn được gọi là giới biệt phái. Ngược lại, giới thu thuế là những người Do Thái cộng tác với Đế chế La Mã, thường bị dân chúng khinh miệt và xa lánh vì họ bị xem là những kẻ lợi dụng chức quyền để nhũng nhiễu.
Trong dụ ngôn này, Chúa Giê-xu đưa ra hình ảnh tiêu biểu của hai giới đối cực trong bối cảnh xã hội thời bấy giờ. "Một bên là một vị thánh đẹp đẽ và kiêu hãnh, người Pharisee; bên kia là một tội nhân khốn khổ, khiêm nhu và thống hối", để chúng ta có thể chứng kiến "một sự phán xét lạ lùng và kỳ diệu, hoàn toàn đi ngược lại sự khôn ngoan và lý trí của con người, đó là những vị thánh vĩ đại bị xem là những kẻ bất nghĩa; còn những tội nhân khiêm cung được chấp nhận và được kể là công chính và thánh khiết."
Người Pharisee dạn dĩ bước vào đền thánh, đứng thẳng cầu nguyện bằng cách liệt kê những đức hạnh của mình, cũng như tự phân biệt mình với những người còn lại, với niềm tin rằng Thiên Chúa không thể làm gì khác hơn là phải chấp nhận một người có đời sống đạo đức hoàn hảo như thế. Trong khi đó, người thu thuế, với nhận thức về gánh nặng tội lỗi trên vai, khiêm nhường nài xin ơn thương xót từ Thiên Chúa. Chúa Giê-xu bảo các môn đệ, trong mắt Thiên Chúa, người xưng nhận tội lỗi và cầu xin tha thứ được tôn trọng hơn người không hề chịu xét mình nhưng cứ tự đặt mình cao hơn người khác, như một lần Chúa quở trách họ, "Sao ngươi dòm thấy cái rác trong mắt anh em ngươi, mà chẳng thấy cái xà trong mắt mình?" (Phúc âm Matthew 7:3).